# Alessandro Iacchi
Alessandro Iacchi (Borgo San Lorenzo, 26 mei 1999) is een Italiaans wielrenner die vanaf 2023 voor Team Corratec uitkomt. In 2023 maakte hij zijn debuut in een Grote Ronde: in de Ronde van Italië eindigde hij op plek 119.

## Resultaten in voornaamste wedstrijden
| Jaar | Ronde van Italië | Ronde van Frankrijk | Ronde van Spanje |
| ---- | ---------------- | ------------------- | ---------------- |
| 2021 |                  |                     |                  |
| 2022 |                  |                     |                  |
| 2023 | 119e             |                     |                  |
| 2024 |                  |                     |                  |

| Jaar | Ronde van Lombardije | Strade Bianche |
| ---- | -------------------- | -------------- |
| 2021 |                      | opgave         |
| 2022 |                      |                |
| 2023 |                      |                |
| 2024 | opgave               |                |

## Ploegen
- 2019 –  Neri Sottoli-Selle Italia-KTM (stagiair vanaf 1 augustus)
- 2020 –  Vini Zabù-KTM
- 2021 –  Vini Zabù
- 2022 –  Team Qhubeka
- 2023 –  Team Corratec-Selle Italia[a]
- 2024 –  Team Corratec-Vini Fantini
- 2025 –  Toscana Factory Team Vini Fantini

Bartolozzi · Bertazzo · M. Bevilacqua · S. Bevilacqua · De Bonis · Di Renzo · Frapporti · González · Gradek · Iacchi · Mareczko · Orrico · Pearson · Petelin · Schneiter · Stacchiotti · Stojnić · Tortomasi · van Elzakker · van Empel · Zardini · Ferri (stagiair) · Masotto (stagiair) · Tosin (stagiair)
Amella · Baldaccini · Barać · Conti · Dalla Valle · Gandin · Iacchi · Konychev · Masotto · Murgano · Olivero · Ponomar (vanaf 10/8) · Quarterman · Quartucci · Stojnić · Stöckli · Tivani · Vacek · van Empel · Viviani · Zambelli · Darbellay (stagiair) · Debons (stagiair) · Tsarenko (stagiair)
Amella · Baldaccini · Balmer (vanaf 14/5) · Bonifazio · Conti · Darbellay · Debons · Carlos González (vanaf 31/3) · Iacchi · Mareczko · Masotto · Monaco · Murgano · Olivero · Padoen · Ponomar · Samudio (vanaf 1/8) · Quartucci · Sbaragli · Stewart · Stöckli · Tsarenko · van Empel · Viviani · Zambelli · Bögli (stagiair) · Parravano (stagiair) · Tissières (stagiair)